# Liên kết hình quả chuối

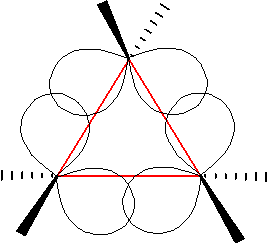
Một trong những lý thuyết liên kết uốn cong đầu tiên cho cyclopropan là mô hình được gọi là mô hình Coulson-Moffitt (1947).

Trong hóa hữu cơ, một liên kết hình quả chuối là một loại liên kết hóa học cộng hóa trị với hình thù tương tự hình của một quả chuối. Bản thân thuật ngữ này là đại diện chung cho mật độ electron hoặc cấu hình tương tự cấu trúc "uốn cong" tương tự trong các phân tử vòng nhỏ, chẳng hạn như với cyclopropan (C3H6) hoặc như một đại diện của liên kết đôi hoặc ba trong một hợp chất thay thế cho mô hình liên kết sigma và pi.

## Phân tử tuần hoàn nhỏ

Sự mô tả theo nghĩa đen của các liên kết hình quả chuối trong cyclopropan

Liên kết hình quả chuối là một loại liên kết hóa học đặc biệt trong đó trạng thái lai hóa thông thường của hai nguyên tử tạo thành liên kết hóa học được sửa đổi với đặc tính orbital tăng hoặc giảm để phù hợp với hình thù phân tử cụ thể. Liên kết hình quả chuối được tìm thấy trong các hợp chất hữu cơ căng thẳng như cyclopropan, oxiran và aziridin.
Cyclobutan có một vòng lớn hơn, nhưng vẫn có liên kết hình quả chuối. Trong phân tử này, các góc liên kết cacbon là 90° đối với cấu trúc phẳng và 88° đối với cấu trúc nhăn. Không giống như trong cyclopropan, độ dài các liên kết C-C tăng chứ không giảm. Về khả năng phản ứng, cyclobutan tương đối trơ và hoạt động giống như các ankan thông thường.